# ソユーズTMA-02M
ソユーズTMA-02Mは、2011年6月7日にソユーズFGによって打ち上げられた国際宇宙ステーションへの飛行である。第28次長期滞在のクルー3名をISSに運搬した。

## 乗組員
- セルゲイ・ヴォルコフ (2) -  ロシア RSA
- 古川聡 (1) -  日本 JAXA
- マイケル・フォッサム (3) -  アメリカ合衆国 NASA